# Travel Air Manufacturing Company

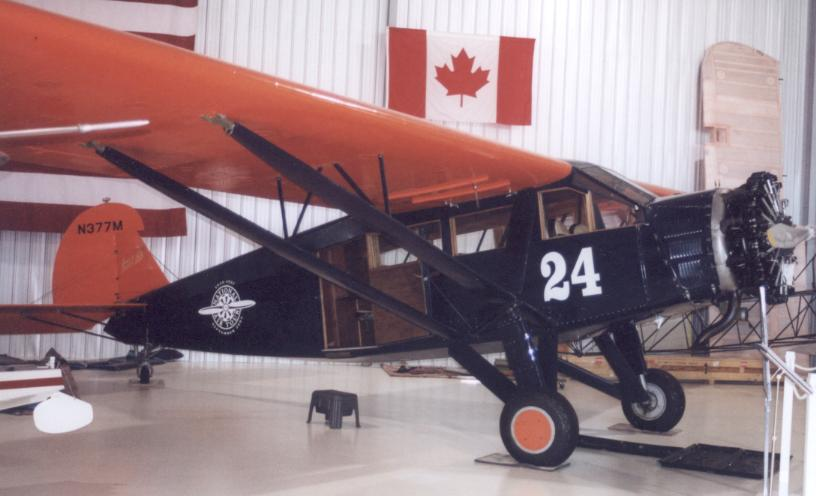
Travel Air 6000

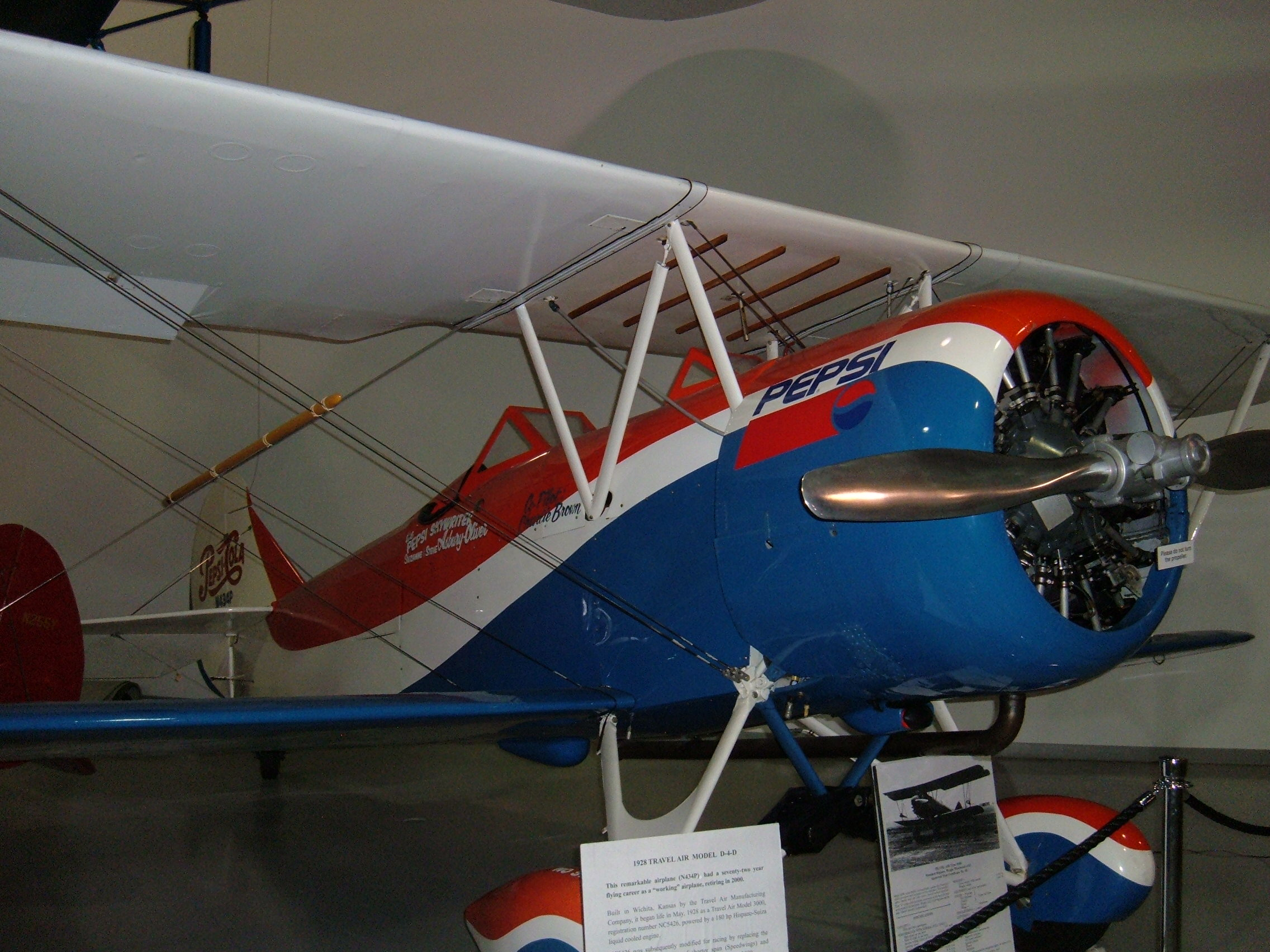
Travel Air Model D-4-D von 1928

Die Travel Air Manufacturing Company war ein US-amerikanischer Flugzeughersteller aus Wichita in Kansas. Das Unternehmen wurde im Januar 1925 von Clyde Cessna, Walter Beech, und Lloyd Stearman gegründet.

## Geschichte
Das Unternehmen fertigte anfangs eine Reihe von Sport- und Schuldoppeldeckern mit offenem Cockpit. Dazu gehörten die Modelle A, B, BH und BW, deren Bezeichnungen später geändert wurden. Weitere Modelle umfassten die Hochdecker 5000 und 6000 sowie das Postflugzeug CW/7000.
Modell A unterschied sich nur in kleinen Details vom Modell B. So verfügte sie nicht über die überhängenden Hörner an den Querrudern, die der Fokker D.VII nachempfunden waren und den anderen Modellen der Serie den Spitznamen „Wichita Fokker“ einbrachten. Die Modelle B, BH und BW unterschieden sich nur in der Motorisierung. So wurden die Modelle A und B von einem Curtiss OX-5 angetrieben. Im Modell BH war ein Hispano-Suiza 8-Triebwerk verbaut und das Modell BW verfügte über einen Curtiss-Wright-Sternmotor. Später, insbesondere nach der Umbenennung in 4000, wurde das Modell BW auch mit anderen Sternmotoren ausgerüstet.
Neben den Wichita Fokkers, die in Filmen wie Höllenflieger von Howard Hughes eine Rolle spielten, wurde eine D4D mit der Registrierung N434N (eine Version des Modells BW, das in den Farben von Pepsi lackiert war) für Flugshows und zum Himmelsschreiben eingesetzt. Dieses Exemplar ist erhalten geblieben und befindet sich heute im Steven F. Udvar-Hazy Center des National Air and Space Museums in Washington, D.C.
Ein zweites Exemplar der D4D mit der Registrierung N343P, die später von Pepsi als Ergänzung und Ersatz zum Originalflugzeug eingesetzt wurde, befindet sich im Hiller Aviation Museum in San Carlos, Kalifornien.
Die Travel Air 5000 war eine Konstruktion von Clyde Cessna, die in kleiner Stückzahl von der Fluggesellschaft National Air Transport eingesetzt wurde. Zwei davon wurden zu Langstreckenflugzeugen in der Art von Charles Lindberghs Spirit of St. Louis umgebaut. Die von Art Goebel geflogene Woolaroc gewann das verhängnisvolle Dole Air Race von Oakland in Kalifornien nach Hawaii, bei dem der Großteil der Teilnehmer über dem Meer spurlos verschwanden oder auf andere Weise ums Leben kamen.
Danach fertigte Travel Air das Modell 6000, einen abgestützten Schulterdecker mit Kabine und fünf bis sechs Sitzen, der für wohlhabende Eigner und den Einsatz bei Fluggesellschaften gedacht war.
1928 betrieb die National Air Transport Maschinen des Modells 6000 auf ihren Post- und Passagierlinien zwischen Chicago und Dallas sowie zwischen Kansas City und New York. Die paraguayische Regierung kaufte zwei Travel Air 6000 während des Chacokriegs für die Transportstaffel ihrer Luftwaffe. Die Flugzeuge erhielten die zivilen Kennzeichen NC624K und NC9815 und die militärischen Kennzeichen T-2 und T-5, die später in T-9 umbenannt wurde. Sie wurden während des Konflikts als Ambulanzflugzeuge eingesetzt. Beide Exemplare überstanden den Krieg und verblieben zunächst bei der paraguayischen Luftwaffe. 1945 wurden sie an die erste paraguayische Fluggesellschaft, die Líneas Aéreas de Transporte Nacional (LATN), übergeben und bekamen die zivilen Registrierungen ZP-SEC und ZP-SED. 1947 wurden sie ausgemustert.
Das Modell CH beziehungsweise 7000 war nur wenig erfolgreich und wurde in Alaska als Buschflugzeug für den Transport von Fracht und Passagieren eingesetzt. Im Gegensatz zu den Passagieren saß der Pilot nicht in der Kabine, sondern dahinter in einem offenen Cockpit.
Travel Air fertigte auch eine Reihe von sehr erfolgreichen Rennflugzeugen, die von der Presse aufgrund der Geheimhaltung des Unternehmens Mystery Ships genannt wurden. Die Mystery Ships dominierten den Rennzirkus für mehrere Jahre und hatten den Ruf, schneller als alles zu sein, was das US-Militär zu bieten hatte. Dieser Ruf führte dazu, dass ein Exemplar nach Italien verkauft wurde und als Vorbild für Rennflugzeugkonstruktionen und das Kampfflugzeug Breda Ba.27 diente.
Im August 1929 fusionierte das Unternehmen mit der Curtiss-Wright Corporation. Curtiss-Wright setzte die Fertigung von verschiedenen Travel-Air-Konstruktionen unter anderen Bezeichnungen fort. So wurde aus dem Modell 4000 das Modell 4 und aus dem Modell 6000 das Modell 6. Weitere Modelle mit den Bezeichnungen 8 bis 16, die kurz vor der Einführung standen, wurden unter der Führung von Curtiss-Wright ebenfalls gebaut – so zum Beispiel die Curtiss-Wright CW-12, die in verschiedenen Varianten in südamerikanische Länder verkauft wurde.
Der Mitgründer Walter Beech verließ das Unternehmen kurz nach der Fusion mit Curtiss-Wright.

## Women’s Air Derby
Im August 1929 wurde das erste Women’s Air Derby, auch bekannt als Powder Puff Derby, veranstaltet. Von den zwanzig Teilnehmerinnen flogen sieben ein Flugzeug der Travel Air und Louise Thaden gewann das Rennen von Santa Monica nach Cleveland. Opal Kunz wurde achte. Die anderen fünf Travel-Air-Maschinen wurden von Pancho Barnes, Claire Fahy, Marvel Crosson, Mary von Mack und Blanche Noyes geflogen.
Eine der seltsamen Startbedingungen war, dass die Flugzeuge eine „für Frauen geeignete“ Motorleistung haben mussten. Das Flugzeug von Opal Kunz wurde als zu schnell eingestuft, um von einer Frau beherrscht werden zu können. Sie wurde vor die Wahl gestellt, ein anderes Flugzeug zu nutzen oder nicht am Rennen teilzunehmen. Mit der Aussicht auf ein Preisgeld von 25.000 US-Dollar kaufte sie eine Travel Air mit geringerer Motorleistung und startete bei dem Rennen.

## Flugzeuge
- Travel Air 1000, ursprünglich Modell A
- Travel Air 2000, ursprünglich Modell B
- Travel Air 3000, ursprünglich Modell BH
- Travel Air 4000, ursprünglich Modell BW
- Travel Air 5000, Eindecker mit Kabine
- Travel Air 6000, Eindecker mit Kabine
- Travel Air 7000, ursprünglich Modell CW
- Travel Air 8000, Umbenennung in 4000-CAM
- Travel Air 9000, Umbenennung in 4000-SH
- Travel Air 10, verkleinerte Version der 6000
- Travel Air 11, modifizierte D-2000
- Travel Air Type R Mystery Ship
- Curtiss-Wright CW-12 Sport Trainer
- Curtiss Wright CW-14 Osprey
- Curtiss-Wright CW-15 Sedan
- Curtiss Wright CW-16